# Mustafa Golubić
Mustafa Golubić (en serbio: Мустафа Голубић, en ruso: Мустафа Голубич; Stolac, 24 de octubre de 1889-Belgrado, 29 de julio de 1941) fue un guerrillero, revolucionario y agente de inteligencia serbio y yugoslavo activo durante las Guerras Balcánicas, la Primera Guerra Mundial, el periodo de entreguerras y la Segunda Guerra Mundial.

## Biografía

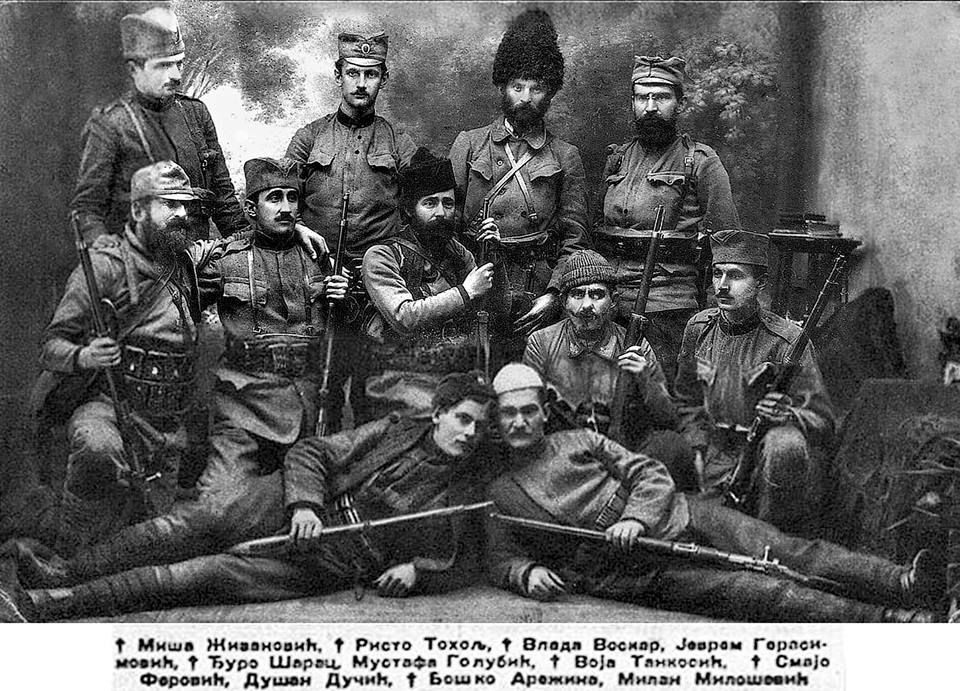
Los chetniks de Vojislav Tankosić posan para una foto de grupo durante las Guerras de los Balcanes; se puede ver a Golubić en la fila central, segundo por la izquierda.

Serbio musulmán de Bosnia y Herzegovina, Golubić fue uno de los primeros miembros de la Joven Bosnia. Tras el estallido de las guerras balcánicas, se unió a los chetniks de Vojislav Tankosić. Durante la Primera Guerra Mundial, se alistó en el Ejército Real Serbio y posteriormente visitó Rusia para reunir reclutas para el Frente de los Balcanes. Después de que Serbia fuera invadida en una invasión conjunta austrohúngara, alemana y búlgara a finales de 1915, Golubić se retiró a la isla griega de Corfú junto con el resto del Ejército Real Serbio, donde comenzó a conspirar para asesinar al káiser Guillermo con la aparente bendición de Dragutin Dimitrijević Apis, el jefe de la inteligencia militar serbia. Tras viajar a Francia con el propósito de llevar a cabo el plan, Golubić fue detenido por las autoridades francesas y deportado a Corfú, donde se le pidió que testificara contra Dimitrijević, que desde entonces había sido detenido acusado de conspirar contra el príncipe heredero serbio, Alejandro. A pesar de ser torturado, Golubić se negó a declarar y fue liberado. Posteriormente se trasladó a Francia, donde pasó el resto de la guerra.
En 1920, tras amenazar supuestamente de muerte a Alejandro, se trasladó a Viena, donde en 1923 empezó a escribir para una publicación vinculada a los soviéticos. Más tarde fue reclutado por los soviéticos como agente y llevó a cabo asesinatos de adversarios soviéticos en el extranjero en nombre del NKVD. En 1941, Golubić regresó a Yugoslavia en una misión secreta. Tras la invasión y ocupación del país por el Eje, fue detenido por los alemanes y finalmente asesinado tras negarse a revelar información sensible bajo tortura.